# Préhobe
 (novembre 2014).
Le Préhobe ou Préobe est un ruisseau français qui coule dans les départements de la Charente et de la Vienne. C'est un affluent de la rive droite du Clain et donc un sous-affluent de la Loire par la Vienne.

## Géographie
De 9,95 km de longueur, le Préhobe prend naissance sur la commune de Lessac dans le département de la Charente, près du hameau de La Cayanne, à environ 5 km au nord-est de Confolens et à une altitude de 230 mètres.
Le ruisseau entre ensuite dans le département de la Vienne sur la commune de Pressac, où il se jette dans le Clain sur sa rive droite à la sortie du bourg, à 156 m d'altitude.
Son orientation est sud-nord comme la quasi-totalité du réseau hydrographique des bassins du Clain et de la Vienne dans la région. Le cours du Préhobe et de ses petits tributaires est barré de nombreuses petites retenues collinaires.
La totalité du cours du ruisseau s'effectue sur des terrains granitiques d'âge paléozoïque.
La confluence du Préhobe avec le Clain a lieu à l'endroit où le ruisseau quitte le massif granitique du Limousin pour entrer dans les terrains sédimentaires du seuil du Poitou.

### Communes traversées
Dans les deux départements de la Charente et de la Vienne, le Préobe traverse les trois communes suivantes, de l'amont vers l'aval, de Lessac (source), Hiesse, Pressac (confluence).